# Alexandrijnse literatuur
De alexandrijnse literatuur (3e – 2e eeuw v.Chr.) is een fase in de Griekse literatuurgeschiedenis die grotendeels samenvalt met het hellenisme.
Met de tochten van Alexander de Grote begon ook de Griekse taal en literatuur geheel het Oosten te veroveren. Dat verliep niet zonder enige oosterse invloeden te ondergaan. Verschillende nieuwe letterkundige centra kwamen tot stand, zoals Alexandrië, Pergamum en Antiochië. Ook ontstond er een nieuwe letterkundige taal: het koinè-Grieks.
De vroegere meesterwerken werden evenwel niet meer geëvenaard: alle genres werden wel overvloedig beoefend, maar de inspiratie maakte plaats voor geleerdheid, gekunsteldheid en dilettantisme. De alexandrijnse invloed op de latere literatuur, voornamelijk op de Romeinse, is onmiskenbaar.